# Katharina Schöde

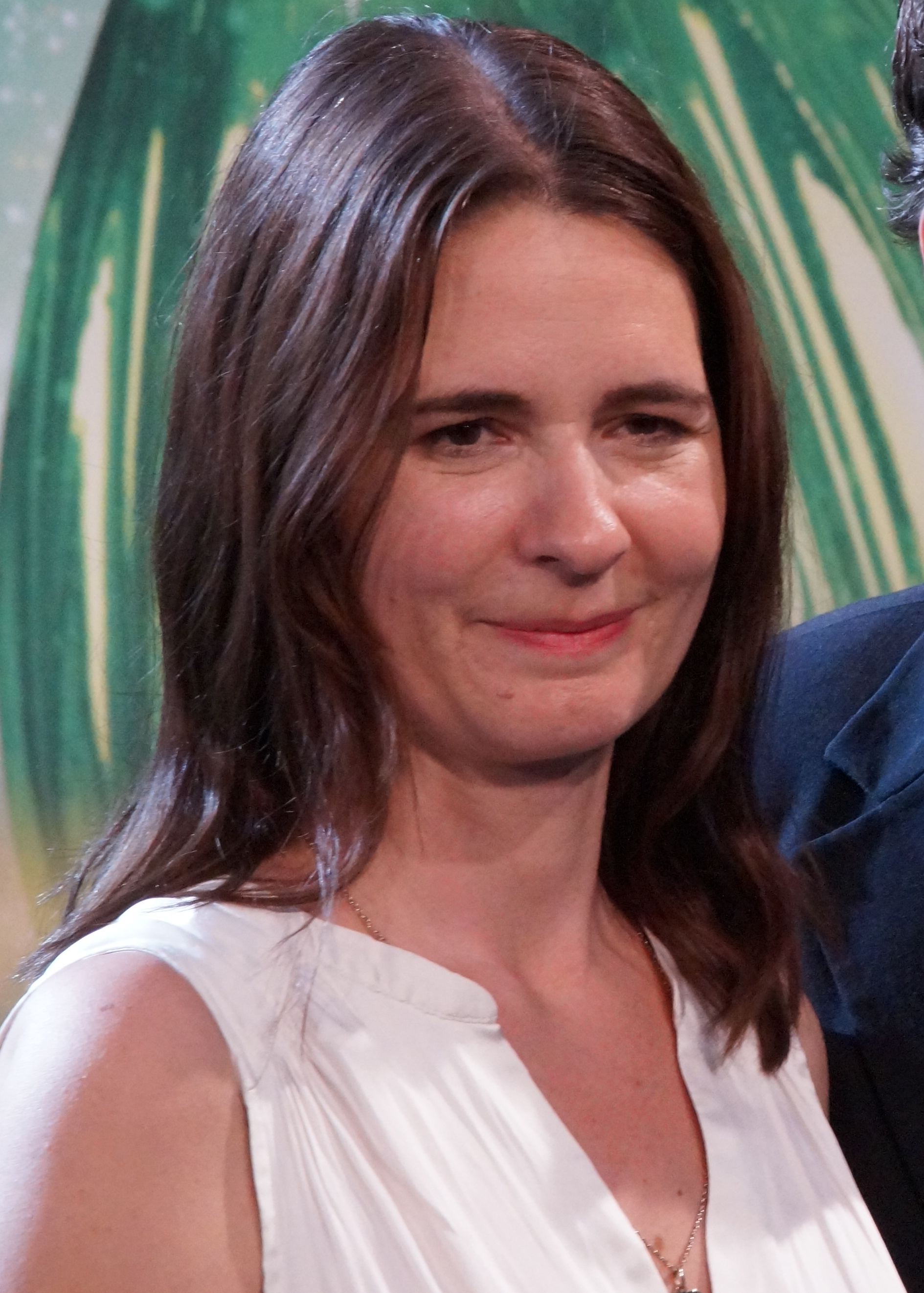
Katharina Schöde bei der Deutschlandpremiere von Smaragdgrün, Juni 2016.

Katharina Schöde (* 1974 in Köln, Nordrhein-Westfalen) ist eine deutsche Drehbuchautorin, Filmregisseurin und -produzentin.

## Leben
Katharina Schöde ist in Köln geboren und aufgewachsen.
Sie belegte ein Studium der Publizistik und Theaterwissenschaften an der Freien Universität Berlin. Danach war sie bei verschiedenen Kino- und Fernsehproduktionen tätig. Ab 1998 studierte sie Regie an der Hochschule für Fernsehen und Film München. 2002 adaptierte sie das Theaterstück Die Kurve von Tankred Dorst für den Film als Koproduktion mit dem Bayerischen Rundfunk und Arte. Neben eigenen Filmprojekten arbeitete sie im Bereich Drehbuch und Realisation von Werbe- und Imagefilmen.
2005 erwarb Schöde ein Diplom an der Filmhochschule mit dem Abschlussfilm Gefühlte Temperatur. Der Film erhielt von der  Filmbewertungsstelle Wiesbaden das Prädikat „wertvoll“ und wurde unter anderem bei den Hofer Filmtagen, den Biberacher Filmfestspielen, dem Internationalen Festival der Filmhochschulen München, auf dem Filmfestival Max Ophüls Preis und auf dem Interfilm Berlin gezeigt.
2006 gewann Schöde ein Stipendium an der Drehbuchwerkstatt München zur Entwicklung des Filmdramas Kabul/Mittenwald. Seit 2008 ist sie Produzentin bei mem-film in Berlin. Dort war sie für den Kinofilm Draußen am See tätig. Der Film wurde auf dem Filmfest München 2009 uraufgeführt, Schöde bekam als Produzentin den Förderpreis Deutscher Film.
2009 kurz nach Erscheinen des Fantasyromans Rubinrot von Kerstin Gier befasste sie sich mit der Geschichte und bemühte sich erfolgreich um die Verfilmungsrechte. Der erste Teil der dreiteiligen Verfilmung von Liebe geht durch alle Zeiten kam im März 2013 in die deutschen Kinos. Die Fortsetzung, Saphirblau, wurde 2014 veröffentlicht.

## Filmografie
- 2003: Die Kurve (Drehbuch und Produzentin)
- 2005: Gefühlte Temperatur  (Drehbuch, Produzentin und Regie)
- 2009: Draußen am See (Drehbuch und Produzentin)
- 2013: Rubinrot (Drehbuch und Produzentin)
- 2014: Saphirblau (Drehbuch, Produzentin und Regie)
- 2016: Smaragdgrün (Drehbuch, Regie)

## Preise
- 2003: Preis für die beste Regie mit dem Film Die Kurve (St. George Eclipse Film Festival)
- 2009: Förderpreis Deutscher Film als Produzentin von Draußen am See (Filmfest München)
- 2018: Emder Drehbuchpreis beim Internationalen Filmfest Emden-Norderney für Libertas